# Барбара Аренхарт
Барбара Аренхарт (порт. Babi Arenhart; Ново Амбурго, 4. октобар 1986) бразилска је рукометна голманка Крима и женске рукометне репрезентације Бразила. Отворено се изјаснила као лезбијка.

## Успеси

### Тимски
- Аустријска лига:
  - : 2012, 2013, 2014.
- Куп Аустрије:
  - : 2012, 2013, 2014.
- Норвешка лига:
  -  : 2011.
- Румунска лига:
  - Финалисти: 2015.
- Куп Румуније:
  - : 2015.
- Суперкуп Румуније:
  - : 2014.
- Куп Шпаније:
  - : 2008.
- Панамеричке игре:
  - : 2011, 2015.
- Светско првенство:
  - : 2013.
- Панамеричко првенство:
  - : 2011, 2013, 2017.
  -  : 2009.
- Копа Америка:
  - : 2013.

### Индивидуални
- Ол-стар голман Светског првенства: 2013.
- Играч године рукометног савеза Аустрије: 2013.
- Голман године рукометног савеза Аустрије: 2013.
- Најбољи голман турнира четири нације: 2016.
- Ол-стар голман Панамеричког првенства: 2017.